# The Ultimate Fighter: Team Ortiz vs. Team Shamrock Finale
The Ultimate Fighter: Team Ortiz vs. Team Shamrock Finale foi um evento de artes marciais mistas promovido pelo Ultimate Fighting Championship, ocorrido em 24 de junho de 2006 no Hard Rock Hotel and Casino em Paradise, Nevada. O evento marcou a final do The Ultimate Fighter 3: Team Ortiz vs. Team Shamrock e a luta entre Kenny Florian e Sam Stout.
Durante o evento foi anunciada a volta de Jens Pulver e a introdução de Randy Couture no Hall da Fama.

## Resultados
Nota 1 Se tornou o vencedor do The Ultimate Fighter 3 no peso-meio-pesado.

Nota 2 Se tornou o vencedor do The Ultimate Fighter 3 no peso-médio.

## Bônus da Noite
- Luta da Noite:  Kendall Grove vs.  Ed Herman
- Nocaute da Noite:  Luigi Fioravanti
- Finalização da Noite:  Kenny Florian e  Rory Singer